# Marc Voltenauer

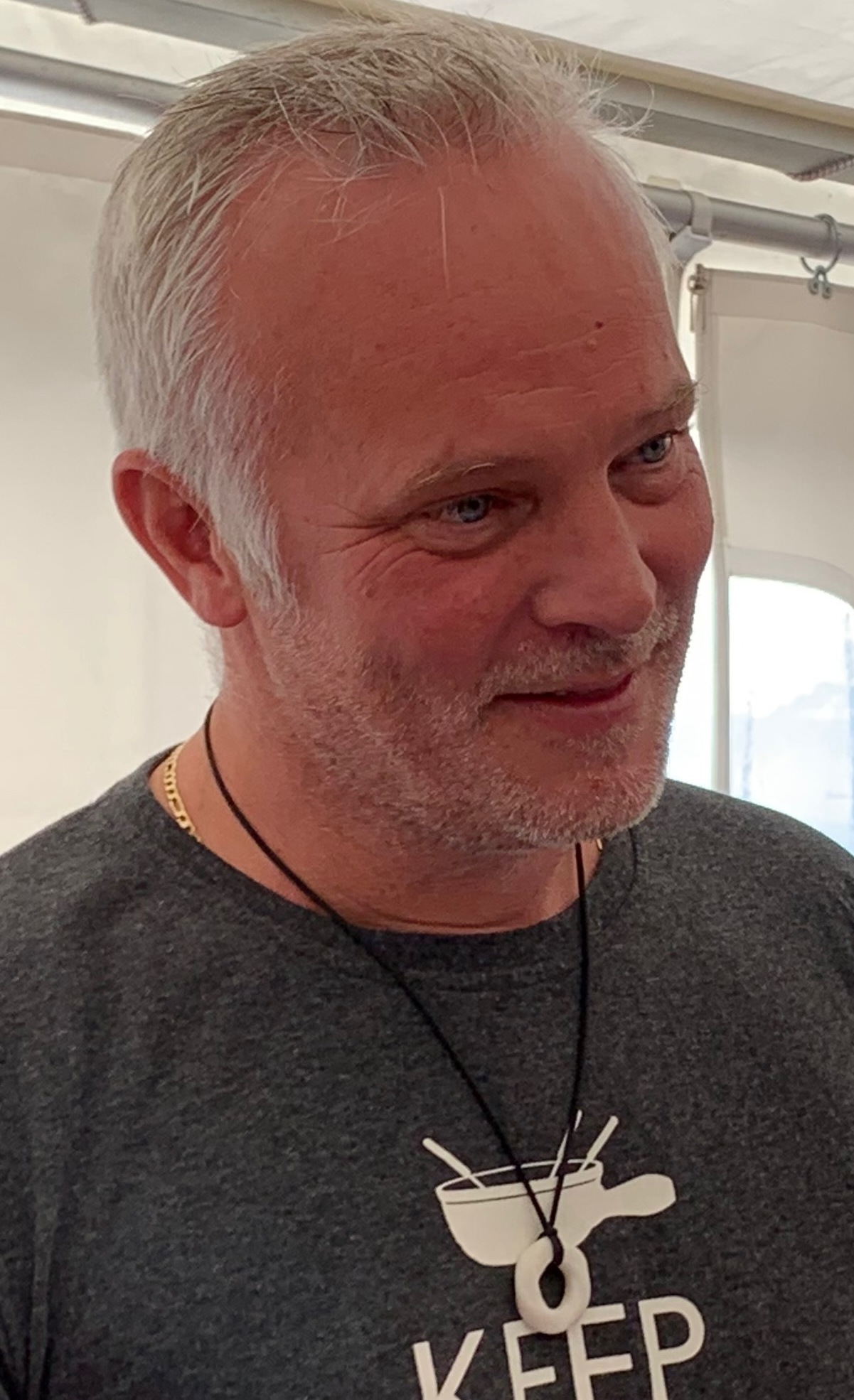
Marc Voltenauer (2019)

Marc Voltenauer (* 21. Juni 1973 in Genf) ist ein französischsprachiger Schweizer Schriftsteller.

## Leben
Marc Voltenauer wuchs als Sohn eines deutschen Vaters und einer schwedischen Mutter in Versoix am Genfersee auf und studierte Evangelische Theologie an der Universität Genf. Er arbeitete als Generalsekretär für Cevi Genf, dann in der Personalabteilung der Genfer Kantonalbank, zuletzt in der Geschäftsleitung von Galenica.
Voltenauer ist besonders als Autor von Kriminalromanen hervorgetreten. Er lebt in Gryon in den Waadtländer Alpen.

## Auszeichnungen
- 2016: Prix littéraire SPG am Salon du livre et de la presse de Genève
- 2019: Prix Nouvelle Voix du polar

## Werke

### Reihe Chefinspektor Andreas Auer
- Le Dragon du Muveran. Plaisir de Lire, Lausanne 2015.
  - Das Licht in dir ist Dunkelheit. Kriminalroman. Deutsch von Franziska Weyer. Emons, Köln 2021, ISBN 978-3-7408-1153-2.
- Qui a tué Heidi? Slatkine, Genf 2017.
  - Wer hat Heidi getötet? Kriminalroman. Deutsch von Franziska Weyer. Emons, Köln 2022, ISBN 978-3-7408-1536-3.
- L’Aigle de sang. Slatkine, Genf 2019.
  - Die Nacht des Blutadlers. Kriminalroman. Deutsch von Franziska Weyer. Emons, Köln 2024, ISBN 978-3-7408-2032-9.
- Les Protégés de Sainte Kinga. Slatkine, Genf 2020.
- Cendres ardentes 2023.
- Fatal Abîme 2024.
- Ultimatum 2025.
  - Tödliches Ultimatum. Kriminalroman, zusammen mit Nicolas Feuz, Deutsch von Franziska Weyer. Emons, Köln 2025, ISBN 978-3-7408-2433-4.

### Einzelwerke
- Taveyanne, la porte au diable. Auzou, Moudon 2019.
- Le Manoir maudit. Auzou, Moudon 2021.
- mit Benjamin Amiguet: 111 Lieux des Alpes vaudoises à ne pas manquer. Emons, Köln 2022.
  - 111 Orte in den Waadtländer Alpen, die man gesehen haben muss. Deutsch von Franzisk Weyer. Emons, Köln 2022, ISBN 978-3-7408-1466-3.